# Semboro (plaats)
Semboro is een bestuurslaag in het regentschap Jember van de provincie Oost-Java, Indonesië. Semboro telt 11.841 inwoners (volkstelling 2010).